# لينيج كورسون
لينيج كورسون (مواليد 15 مارس 1989 في بيمبول) هي لاعبة فرنسية دولية سابقة في الرجبي. اختيرت في عام 2017 ضمن المجموعة للعب في كأس العالم للرغبي للسيدات 2017 في أيرلندا.